# Scorzonera phaeopappa
Scorzonera phaeopappa là một loài thực vật có hoa trong họ Cúc. Loài này được (Boiss.) Boiss. miêu tả khoa học đầu tiên năm 1875.